# Matthew Knight
Matthew Knight, (16 de febrero de 1994) es un actor canadiense, que hizo su debut en 2002, cuando interpretó a Pedro en un episodio de Queer as Folk. Principalmente es conocido por su papel de Jake Kimble en The Grudge, y desde entonces ha aparecido en más de una docena de series de televisión, más de diez telefilms y una serie de largometrajes y cortometrajes. Ha sido nominado cinco veces para un Young Artist Award y ha ganado dos: una por su actuación en Candles on Bay Street (2006) y otra por su actuación en Gooby (2009).
También es conocido por su papel de Ethan Morgan en la serie My Babysitter's a Vampire.

## Carrera
El primer papel principal de Knight en un largometraje fue en Spender Big (película) (2003). Después de participar en varios programas de televisión, apareció en las películas Peep (2004) como Harry, y El Juego de honor (2005), en la que interpreta al joven Francis Ouimet. En 2006, apareció con Rhona Mitra en Skinwalkers. Después encarnaría a Jake Kimble en The Grudge 2 (2006) y The Grudge 3 (2009).
Paralelamente, Knight también participa en otra saga de películas, la popular La Bruja Buena (2008), Jardín de la Bruja Buena (2009), Regalo de la Bruja Buena (2010) y Familia de la Bruja Buena (2011). También protagonizó la película y serie de televisión My Babysitter's a Vampire, como Ethan Morgan.

## Vida personal
Knight vive en Toronto, Ontario y está matriculado en el Unionville High School. Tiene dos hermanos, Jack Knight y Tatum Knight, quienes también son actores.

## Filmografía
| película y Televisión | película y Televisión          | película y Televisión  | película y Televisión |
| Año                   | Título                         | Personaje              | Notas |
| --------------------- | ------------------------------ | ---------------------- | --- |
| 2002                  | Queer as Folk                  | Peter                  | episodio: "Acentuar lo positivo"                                                                                            |
| 2003                  | 1-800-Missing                  | Peter Melnyk           | episodio: "Victoria" |
| 2003                  | Grande Spender                 | Will Burton            | |
| 2004                  | Peep                           | Harry                  | cortometraje |
| 2004                  | Peep and the Big Wide World    | Tom el gato (voz)      | varios episodios |
| 2005                  | Kojak                          | Paulie Wagner          | 2 episodios: "Kind of Blue" y "Hit Man"                                                                                     |
| 2005                  | The Greatest Game Ever Played  | Francis Ouimet de niño | |
| 2005                  | Cheaper by the Dozen 2         |                        | |
| 2006                  | For the Love of a Child        | Jacob Fletcher         | |
| 2006                  | Skin walkers                   | Timothy Talbot         | |
| 2006                  | The Grudge 2                   | Jake Kimble            | |
| 2006                  | Intimate Stranger              | Justin Reese           | |
| 2006                  | Candles on Bay Street          | Trooper                | Young Artist Award a la Mejor Actuación en una película para televisión, miniserie o especial como actor principal          |
| 2006                  | Skyland                        | Spencer                | episodio: "El Poder Secreto"                                                                                                |
| 2007                  | All the Good Ones Are Married  | Luke Gold              | |
| 2007                  | Christmas in Wonderland        | Brian Saunders         | Nominado - Young Artist Award - Mejor Actuación en una película para televisión, miniserie o especial como actor principal  |
| 2007                  | Super Why                      | Humpty Dumpty (voz)    | episodio: "Humpty Dumpty"                                                                                                   |
| 2007                  | The Dresden Files(TV series)   | Young Harry Dresden    | 3 episodios:"Pilot: Storm Front", "¿Qué pasa con Bob?" y "Birds of a Feather"                                               |
| 2008                  | Finn on the Fly                | Ben Soledad            | |
| 2008                  | The Good Witch                 | Brandon Russell        | Nominado - Young Artist Award - Mejor Actuación en una película para televisión, miniserie o especial como actor de reparto |
| 2009                  | The Good Witch's Garden        | Brandon Russell        | |
| 2009                  | Gooby                          | Willy                  | Young Artist Award a la Mejor Actuación en una película en DVD                                                              |
| 2009                  | The Grudge 3                   | Jake Kimble            | |
| 2009                  | Cartoon Gene                   | Gene                   | varios episodios |
| 2010                  | Heartland                      | Sam Hawke              | episodio: "A Heartland Christmas"                                                                                           |
| 2010                  | Flashpoint                     | Isaac                  | episodio: "The Farm" |
| 2010                  | A Heartland Christmas          | Sam Hawke              | |
| 2010                  | The Good Witch's Gift          | Brandon Russell        | Nominado - Young Artist Award - Mejor Actuación en una película para televisión, miniserie o especial como actor de reparto |
| 2010                  | My Babysitter's a Vampire      | Ethan Morgan           | |
| 2011                  | The Good Witch's Family        | Brandon Russell        | Nominado - Young Artist Award - Mejor Actuación en una película para televisión, miniserie o especial como actor de reparto |
| 2011                  | R.L. Stine's The Haunting Hour | Gregg/Jeremy           | 2 episodios: "Candy Alien" y "Checking Out"                                                                                 |
| 2011-2012             | My Babysitter's a Vampire      | Ethan Morgan           | Nominado - Young Artist Award - Mejor Actuación en una serie de televisión como actor principal                             |
| 2013                  | The Good Witch's Destiny       | Brandon Russell        | |

## Premios y nominaciones
| Año  | Premio             | Categoría                                                                                      | Película                  | Resultado |
| ---- | ------------------ | ---------------------------------------------------------------------------------------------- | ------------------------- | --------- |
| 2007 | Young Artist Award | Mejor Actuación en una película para televisión, o especial - Mejor actor principal            | Candles on Bay Street     | Ganador   |
| 2009 | Young Artist Award | Mejor Actuación en una película en DVD                                                         | Christmas in Wonderland   | Nominado  |
| 2009 | Young Artist Award | Mejor Actuación en una película para televisión, miniserie o especial - Mejor actor de reparto | The Good Witch's Garden   | Ganador   |
| 2010 | Young Artist Award | Mejor Actuación en una película para televisión, miniserie o especial - Mejor actor de reparto | The Good Witch's Gift     | Ganador   |
| 2010 | Young Artist Award | Mejor Actuación en una película en DVD                                                         | Gooby                     | Ganador   |
| 2012 | Young Artist Award | Mejor Actuación en una película para televisión, miniserie o especial - Mejor actor de reparto | The Good Witch's Family   | Nominado  |
| 2012 | Young Artist Award | Mejor actor en la televisión juvenil a nivel mundial                                           | "Mi niñera es un vampiro" | Ganador   |